# A23-as autópálya (Ausztria)
Az A23-as autópálya (németül: Autobahn Südosttangente Wien) egy városi autópálya Bécsben, Ausztriában. A Práter-hídnál keresztezi az autópálya a Dunát, egyikeként a tizenkét bécsi hídnak. Magas vezetéssel halad el a Práter-környéki szabadidős területek mellett és csatlakozik hozzá az A4-es autópálya.

## Története
1970. december 19-én nyitották meg az első szakaszát az inzersdorfi és a Favoriten csomópont között. 1978-ig további átadások követték, egészen a Kaisermühlen csomópontig. Az utolsó szakasz a Duna-parttól a Hirschstetten városrészig, északi irányban készült el.
Már 1979-ben felmerült északkeleti irányba és északra a bécsi elkerülő felé való kivezetése. Ez volt akkoriban az A24-es autópálya, ami a most tervezett A24-es autópályával nem egyezik meg teljes mértékben.

## Forgalom
Az autópályán a handelskai csomópontnál 184 223 jármű/nap átlagos napi forgalmat mértek 2009-ben, ezzel a legforgalmasabb út Ausztriában és egyike a legforgalmasabb utaknak Európában. A folyamatos bővítések ellenére többször állóforgalom alakul ki a pályán, ezért  Ausztria legnagyobb parkolójának is nevezik. A bécsi külső elkerülő, az S1-es gyorsforgalmi út 2006. májusi átadásával valamelyest javult a helyzet.

## Fordítás
- Ez a szócikk részben vagy egészben az Autobahn Südosttangente Wien című német Wikipédia-szócikk fordításán alapul.  Az eredeti cikk szerkesztőit annak laptörténete sorolja fel. Ez a jelzés csupán a megfogalmazás eredetét és a szerzői jogokat jelzi, nem szolgál a cikkben szereplő információk forrásmegjelöléseként.

## Lásd még
- Ausztria autópályái